# Warisata
Warisata je vesnice v obci Achacachi provincie Omysuyos departamentu La Paz v Bolívii. Nachází se severovýchodně od Achacachi na silnici vedoucí z města na sever do hor. Leží v nadmořské výšce 3 845 metrů. Na příjezdu z jihu se vlevo nachází objekty Středního odborného učiliště Warisata a vlevo domy s centrálním náměstím uprostřed. Na severovýchodním okraji vsi se nachází hřbitov. Asi kilometr na severozápad od vsi má své sídlo Ajmarská bolivijská univerzita Tupak Katari. V roce 2012 zde bylo evidováno 732 obyvatel.